# Sabulodes gorgorisaria
Sabulodes gorgorisaria är en fjärilsart som beskrevs av Charles Oberthür 1911. Sabulodes gorgorisaria ingår i släktet Sabulodes och familjen mätare. Inga underarter finns listade i Catalogue of Life.